# Duelo de Traseras (Villa de Navia)
El Duelo de Traseras Villa de Navia es una competición automovilística singular, de carácter internacional, que se celebra anualmente en verano, desde 2012, en la villa de Navia, Principado de Asturias (España).
En ella ocho pilotos de notoriedad invitados por la organización de la prueba, se disputan la victoria en duelos de dos coches simultáneamente en pista, sobre un circuito urbano de 1500 metros, íntegramente sobre asfalto, en las calles del centro y la Dársena del Puerto.
Todos los vehículos participantes reúnen la característica, que da nombre a la prueba, de ser de propulsión o tracción trasera (RWD) lo cual dota de una mayor espectacularidad a las maniobras de los coches sobre la pista. Los vehículos participantes son tanto modelos modernos de competición como clásicos de dilatada historia deportiva.
El Duelo de Traseras Villa de Navia es organizado por la Escudería del Valle Naviego Competición, inscrita en el Registro de Asociaciones y Clubs Deportivos del Principado de Asturias, y la Federación de Automovilismo del Principado de Asturias, siendo miembro por el estamento de Clubs de su Asamblea, una entidad sin ánimo de lucro.

## Historia
El Duelo de Traseras Villa de Navia nació el 19 de agosto de 2012, con la puesta en marcha de su primera edición, como espectáculo incluido en las fiestas patronales de Navia. A partir de ese momento, en las siguientes ediciones se erigió como un acontecimiento deportivo de entidad propia. Desde el año 2015, Duelo de Traseras es marca registrada y Memorial Rober Trevias, en recuerdo de uno de sus fundadores fallecido ese mismo año. En el año 2016 se produce su primera participación internacional con la presencia del piloto húngaro Karoly Vizelli, que supuso el debut en la competición española del Lada VFTS. En el año 2018 se producía la primera victoria de un piloto extranjero, el francés Julien Bidaud con BMW 325i E30. En el año 2024 participa el Tres veces Campeón de la Copa de Francia de Slaloms Didier Nerling. 

### I Edición
Fecha: 19 de agosto de 2012
Participantes: Roberto Ferrero (BMW 325i E36), Pedro Villar (BMW 325I E30), Santiago Fdez. "Yucas" (BMW 325i E30),  Roberto Lorenzo (BMW 316Ti Compact), Alberto Fdez. "Canilla" (BMW M3 Evo), Marcos Garcia (Ford Sierra Cosworth), Javier García (Opel Ascona 400), Ricardo Seco (Ford Escort Cosworth)

### II Edición
Fecha: 1 de septiembre de 2013
Participantes: Diego Palacios (BMW 323i E21), Javi Max (Seat 124 1430), Víctor García Cuervo (BMW 323Ti Compact), Santiago Fdez. "Yucas" (BMW 325i E30), Juanjo Rodríguez (Ford Escort MKII), Alberto Fdez. "Canilla" (BMW M3 Evo), Javier García (Opel Ascona 400), Daniel Sordo Sr. (BMW M3 Prodrive)

### III Edición
Fecha: 31 de agosto de 2014
Participantes: Celso Freire (BMW 323i E21), Juanjo Rodríguez (Ford Escort MKII), Alberto Fdez. "Canilla" (BMW M3 Evo), Santiago Fdez. "Yucas" (BMW 320i E30), Jonathan Álvarez (BMW 325i E36),  Pablo López (Ford Escort MKII), David Manilla (Seat 124 1430 Proto), Andoni Urdanoz (Fiat 131 Abarth)

### IV Edición
Fecha: 6 de septiembre de 2015 "Memorial Rober Trevias".
Participantes: Anxo Valiño (Opel Ascona 200), Andoni Urdanoz (Fiat 131 Abarth), Rubén Blanco (BMW 323 E21), Sergio Gutiérrez "Guti" (BMW 325i E30), Jairo Suárez (BMW 325i E36), Alberto Fdez. "Canilla" (BMW M3 Evo), Santiago Fdez. "Yucas" (BMW 325i E30), Pablo López (Ford Escort MKII)

### V Edición
Fecha: 4 de septiembre de 2016 "Memorial Rober Trevias".
Participantes: Santiago Fdez. "Yucas" (BMW 325i E30),  Pablo Pazó (Ford Escort RS MKI), Alberto Fdez. "Canilla" (BMW M3 Evo), Pablo López Albuerne (Ford Escort RS MKII), Juan Manuel López Cagigal (Opel Kadet City), Jairo Suárez (BMW 325i E36), Javier Ramos Grille (Ford Sierra Cosworth RS 500), Károly Vizelli (Lada VFTS).

### VI Edición
Fecha: 3 de septiembre de 2017 "Memorial Rober Trevías".
Participantes: Roberto Ferrero (BMW 325i E36), Alberto Fdez "Canilla" (BMW M3 Evo E30), Santiago Fdez. "Yucas" (BMW 325i E30), Sergio Gutiérrez "Guti" (BMW 325i E30), Andoni Urdanoz (Fiat 131 Abarth), Celso Freire (BMW 323 E21), Pablo López Albuerne (Ford Escort MKII), Julien Bidaud (BMW 325i E30)

### VII Edición
Fecha: 2 de septiembre de 2018 "Memorial Rober Trevías".
Participantes: Txus Jaio (BMW M3 E36), Santiago Fdez. "Yucas" (BMW 325i E30), José Freitas (Portugal, Opel 1024 SL), Antonio Movellán (BMW 323Ti Compact), Lolo García Carbajal (Ford Escort MKII), Andoni Urdanoz (Fiat 131 Abarth), Julien Bidaud (Francia, BMW 325i E30), Iñigo Olabegogeascoetxea (BMW 325i E36)

### VIII Edición
Fecha: 1 de septiembre de 2019 "Memorial Rober Trevías".
Participantes: Txus Jaio (BMW M3 E36), Rui Pinheiro (Portugal, BMW M3 E92), José Freitas (Portugal, Opel 1024 SL), Ivan Rodriguez (BMW 320i E36), Pablo López Albuerne (Ford Escort MKII), Andoni Urdanoz (Fiat 131 Abarth), Julien Bidaud (Francia, BMW 325i E30), Iñigo Olabegogeascoetxea (BMW 325i E36)

### IX Edición
Fecha: 21 de agosto de 2022 "Memorial Rober Trevías".
Participantes: Iván Rodríguez (BMW 320i E36), Joao Pires (Portugal, BMW M3 E36), Juanjo Rodríguez (Ford Escort MKII), Sergio Alonso (BMW 325i E30), Raúl Blanco (Ford Escort MKII), Antonio Amor (Seat 124 2000), Manuel Trevín (BMW Compact E36), Luis Borra  (BMW 325i E30)

### X Edición
Fecha: 27 de agosto de 2023 "Memorial Rober Trevías".
Participantes: Manuel Trevín (BMW Compact E36), Eneko Goiriena (BMW 325i E36), Fernando Prada (BMW M3 E36), José Almeyda (Portugal, BMW M3 E30 Touring), Javier Pérez (Mercedes 190E 2.3 16v), Oscar Palacio (BMW M3 E36), Javi Max (SEAT 1430), Daniel Mellado (BMW 328I E36)

### XI Edición
Fecha: 1 de septiembre de 2024 "Memorial Rober Trevías".
Participantes: Manuel Trevín (BMW Compact E36), Iván Rodríguez (BMW 320I E36), Fernando Prada (BMW M3 E36), Antonio Amor (SEAT 124 1800), Pablo Pazó (Talbot Sunbeam Lotus), Juanma López Cagigal (Opel Kadet City), Daniel Sordo Cayuso (Ford Escort MKII), Didier Nerling (Francia, Alpine A-110)

## Palmarés
| Edición | 1.º Clasificado                  | 2.º Clasificado                       | 3.º Clasificado                         |
| ------- | -------------------------------- | ------------------------------------- | --------------------------------------- |
| 2012    | Roberto Ferrero (BMW 325i E36)   | Javier García (Opel Ascona 400)       | Pedro Villar (BMW 325i E30)             |
| 2013    | Dani Sordo Sr. (BMW M3 Prodrive) | Santiago Fdez. "Yucas" (BMW 325i e30) | Alberto Fdez. "Canilla" (BMW M3 Evo)    |
| 2014    | Pablo López (FORD ESCORT MKII)   | Andoni Urdanoz (Fiat 131 Abarth)      | Celso Freire (BMW 323i E21)             |
| 2015    | Pablo López (FORD ESCORT MKII)   | Alberto Fdez. "Canilla" (BMW M3 Evo)  | Andoni Urdanoz (Fiat 131 Abarth)        |
| 2016    | Pablo López (FORD ESCORT MKII)   | Santiago Fdez. "Yucas" (BMW 325i E30) | Alberto Fdez. "Canilla" (BMW M3 Evo)    |
| 2017    | Pablo López (FORD ESCORT MKII)   | Santiago Fdez. "Yucas" (BMW 325i E30) | Roberto Ferrero (BMW 325i E36)          |
| 2018    | Julien Bidaud (BMW 325i E30)     | Andoni Urdanoz (Fiat 131 Abarth)      | Iñigo Olabegogeascoetxea (BMW 325i E36) |
| 2019    | Pablo López (FORD ESCORT MKII)   | Txus Jaio (BMW M3 E36)                | Julien Bidaud (BMW 325i E30)            |
| 2022    | Manuel Trevín (BMW E36 Compact)  | Sergio Alonso (BMW 325i E30)          | Iván Rodríguez (BMW 320i E36)           |
| 2023    | Manuel Trevín (BMW E36 Compact)  | Fernando Prada (BMW M3 E36)           | Eneko Goiriena (BMW 325i E36)           |
| 2024    | Fernando Prada (BMW M3 E36)      | Manuel Trevín (BMW E36 Compact)       | Antonio Amor (SEAT 124 1800)            |